# United Nations Environment Programme
United Nations Environmental Programme (UNEP) er FNs Miljøprogram og Miljøorganisation, der koordinerer FNs miljøaktiviteter, støtter udviklingslande med at indføre miljøvenlige programmer og politikker samt opfordrer til bæredygtig udvikling gennem anvendelse af mere miljøvenlige indsatser generelt.  UNEP har fra 2016 til 2019 været ledet af nordmanden Erik Solheim, men han meldte i november 2018 at han skal fratræde. I februar 2019 blev den danske økonom og miljøforkæmper Inger Andersen udnævnt som generaldirektør for UNEP. hvor hun tiltrådte i juni. 
FNs Miljøprogram UNEP blev grundlagt som et resultat af FNs miljøkonference i Stockholm i juni 1972 (United Nations Conference on the Human Environment, 1972). UNEP har hovedkvarter i Gigiri, Nairobi, Kenya. Derudover har UNEP seks regionale kontorer, samt en lang række landekontorer.
Sammen med World Meteorological Organization har UNEP i 1988 etableret det internationale klimapanel Intergovernmental Panel on Climate Change (IPCC).
UNEP var også i slutfirserne en af hovedkræfterne i udformningen af  Montreal-protokollen, om at  udfase produktionen af en række substanser (CFC-gasser), der vurderes som ansvarlige for den konstaterede nedbrydning af ozonlaget.
Hovedsædet for UNEP er placeret i Nairobi i Kenya. Danske Inger Andersen leder UENP frem til 2027. I Danmark er UNEP repræsenteret med tre samarbejdscentre; UNEP Copenhagen Climate Centre og Climate Technology Centre and Network (CTCN) i FN Byen og UNEP-DHI Centre on Water and Environment i Hørsholm. FNs miljøprogram har derudover blandt andet et center Arendal i Norge, UNEP/GRID-Arendal. Formålet med centret GRID-Arendal er at levere miljømæssige informationer samt servicere og styrke kapacitetsopbygning af miljømanagement og miljøvurdering. Centret skal styrke FN-systemet gennem styrkelse af FNs miljøindsats og skal være fokuseret på at forsyne offentligheden og beslutningstagere med troværdig og videnskabeligt baseret viden, der kan styrke en fremtidig bæredygtig udvikling. 

## Eksterne links
- United Nations Environment Programme (UNEP) – officiel website
- UNEP/GRID Arendal – officiel website

1. ↑  Erik Solheim går av som FNs miljøsjef nrk.no  20. nov. 2018
2. ↑  økonom og miljøforkæmperlease/un-secretary-general-appoints-inger-andersen-denmark-executive "UN Secretary-General appoints Inger Andersen of Denmark as Executive Director of the UN Environment". UN Environment (engelsk). Hentet 21. april 2019. {{cite web}}: Tjek |url= (hjælp)CS1-vedligeholdelse: url-status (link)
3. ↑  Her er Inger Andersens første ord i spidsen for FN’s Miljøprogram på globalnyt.dk 15.06.2019
4. ↑  Environment, U. N. (29. oktober 2018). "About Montreal Protocol". Ozonaction (engelsk). Hentet 2. marts 2022.
5. ↑  Andersen genudnævnt direktør for UNEP FN, 18. januar 2023

1°14′2″N 36°9′1″Ø / 1.23389°N 36.15028°Ø